# Cereus trigonodendron
Cereus  trigonodendron es una especie de planta suculenta perteneciente al género Cereus, dentro de la familia Cactaceae. Es la única especie de Cereus que presenta 3 costillas de manera más o menos constante y se distribuye por Bolivia, el norte de Brasil y Perú. 

## Descripción

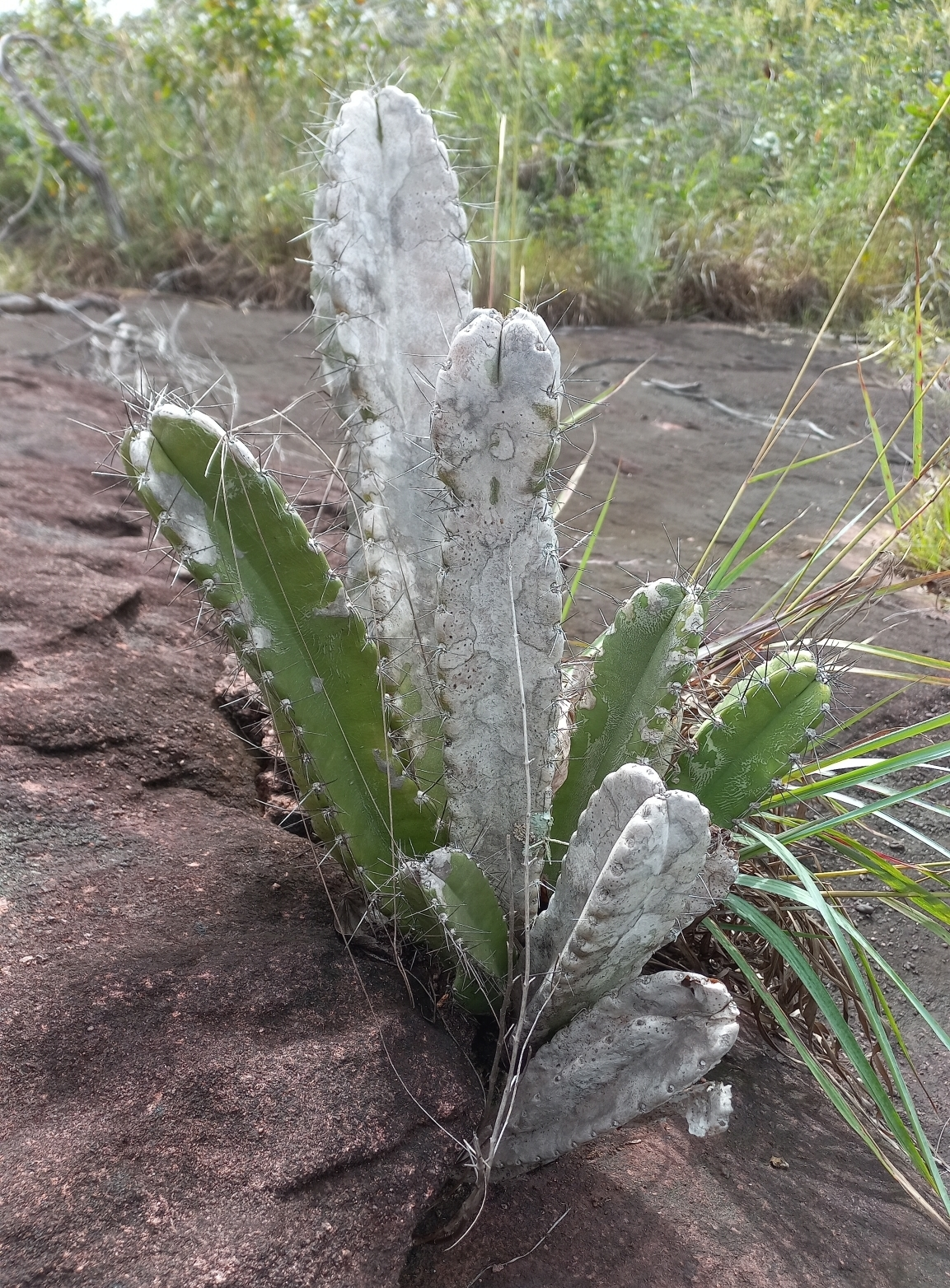
Planta en su hábitat

Cereus trigonodendron es una especie de cactus que crece en forma de árbol, está ramificado y llega a tener hasta 20 tallos verticales y paralelos. Alcanza alturas de 10 a 15 m, es muy similar a Cereus yungasensis, y forma un tronco de 20 a 25 cm de diámetro. Los tallos son columnares, de color gris azulado y verde y tienen un diámetro de 10 a 15 cm, (rara vez tan solo 5 cm). 
Presenta de 3 a 5 costillas estrechas (rara vez 6) y en forma de alas. Sobre ellas se asientan areolas cubiertas con un poco de lana de color marrón grisáceo y están separadas unas de otras unos 2,5 cm. Tienen de 7 a 9 espinas rígidas y punzantes que inicialmente son de color marrón a negro y luego se tornan de gris a amarillento con la edad. Miden de 0,3 a 3,5 cm de largo, aunque de ellas, de 1 a 3 son más largas que el resto.
Las flores miden de 15 a 16 cm de largo y alcanzan de 7 a 8 cm de diámetro. Su tubo floral es verde y se expande en forma de embudo hacia arriba. Mide 11 cm de largo y presenta algunas escamas. Las brácteas exteriores son de color rojo a marrón rojizo y las interiores son blancas. Los frutos son lisos y amarillos, de 5,5 a 7 cm de largo. Tienen un diámetro de 5 a 6 cm, tienen forma ovoide o casi esférica y contienen una pulpa blanca vítrea. Las semillas son de color negro opaco, tienen forma de riñón y son fuertemente tuberosas.

## Distribución y hábitat
El área de distribución nativa de esta especie va desde Perú y norte de Brasil hasta Bolivia y crece principalmente en el bioma tropical estacionalmente seco.

## Taxonomía
Cereus trigonodendron fue descrita por los botánicos alemanaes Karl Moritz Schumann y Ernst Heinrich Georg Ule y publicada por primera vez en la revista de botánica Botanische Jahrbücher für Systematik, Pflanzengeschichte und Pflanzengeographie 40: 413 en 1908.
Etimología
- Cereus: nombre genérico que deriva del término latíno cereus (que se traduce como 'vela' o 'cirio'), haciendo alusión a su forma alargada perfectamente recta.[6]
- trigonodendron: epíteto especifico que deriva de las palabras griegas trigonos (que significa 'triangular') y dendron (que significa 'árbol'), haciendo referencia a las 3 costillas que presentan los tallos de la especie.[7]

## Estado de conservación
En la Lista Roja de Especies Amenazadas de la UICN, la especie está clasificada como de “Preocupación Menor (LC)”.

## Usos
Se cultiva principalmente como planta ornamental y su propagación se realiza a través de esquejes o semillas.

## Galería

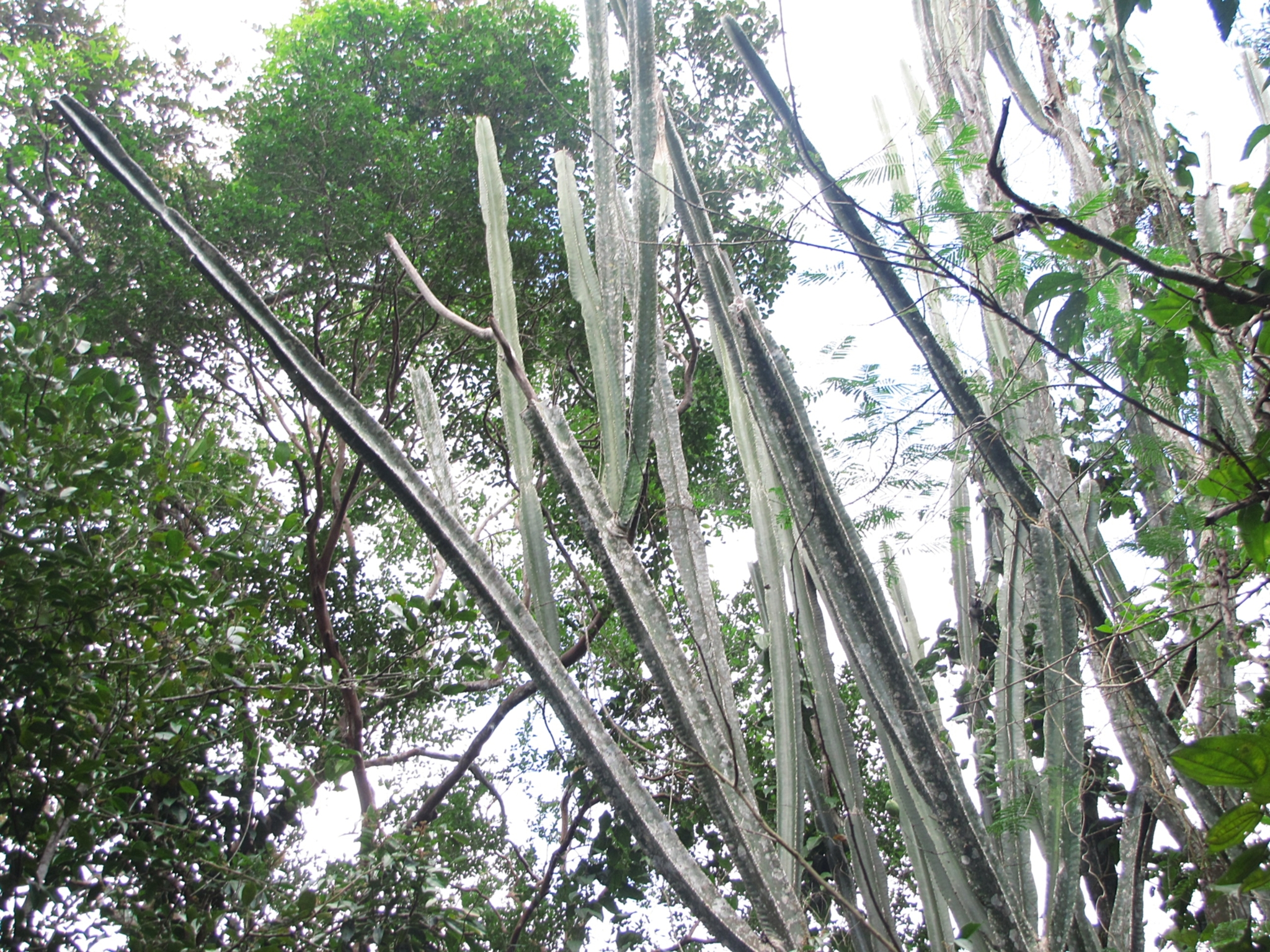
Planta en su hábitat
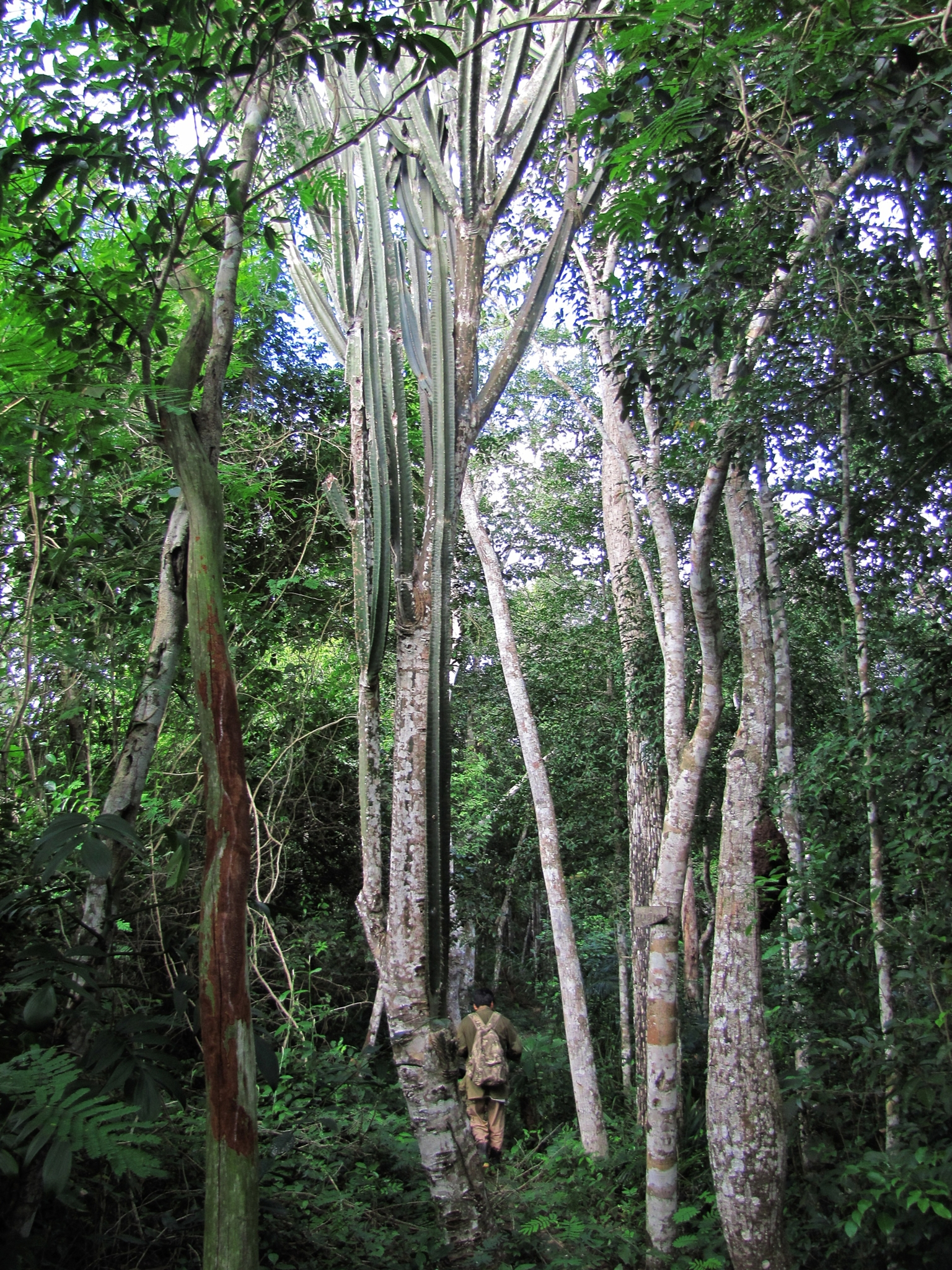
Planta en su hábitat
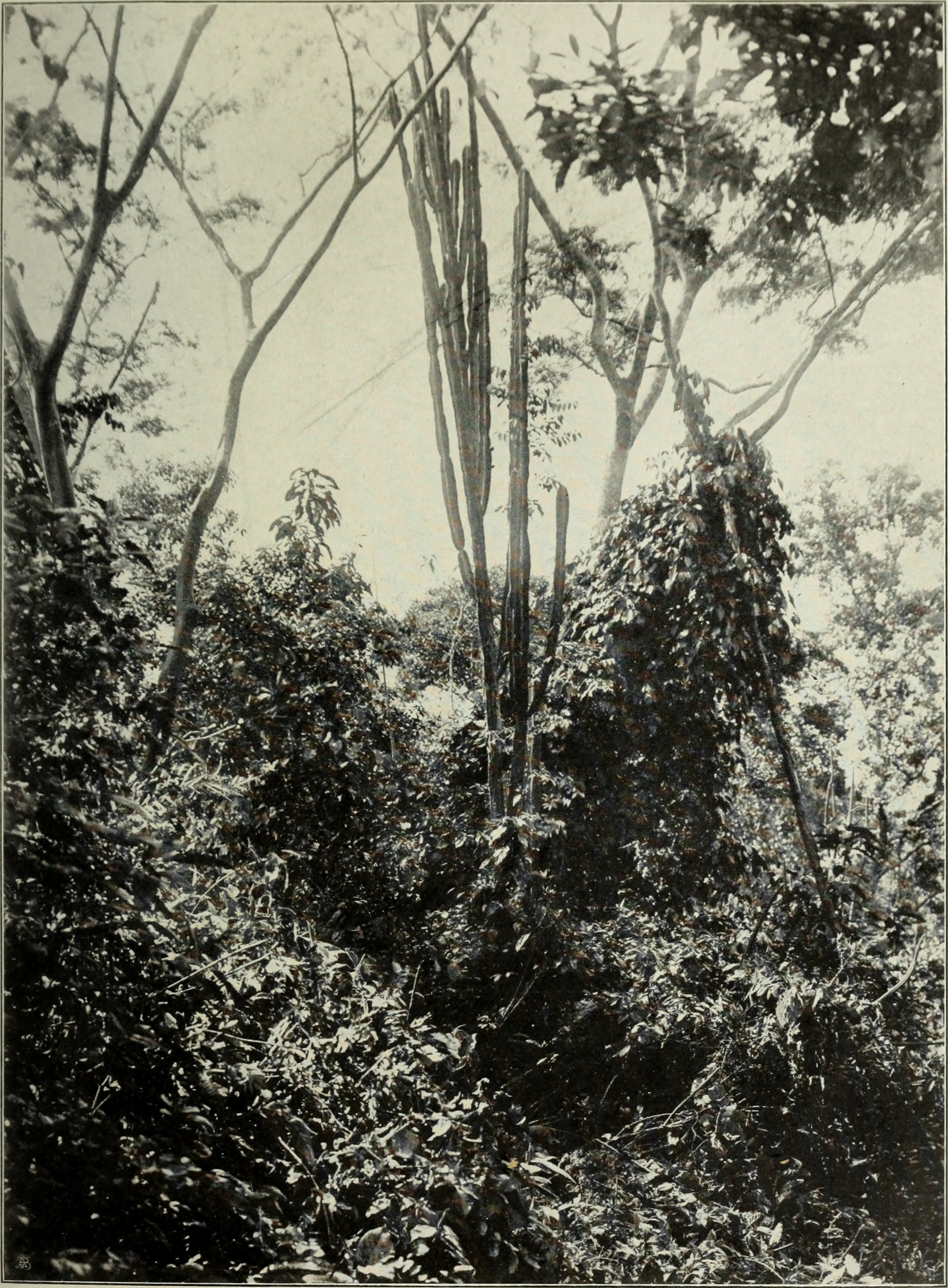
Foto de la planta tomada en 1907
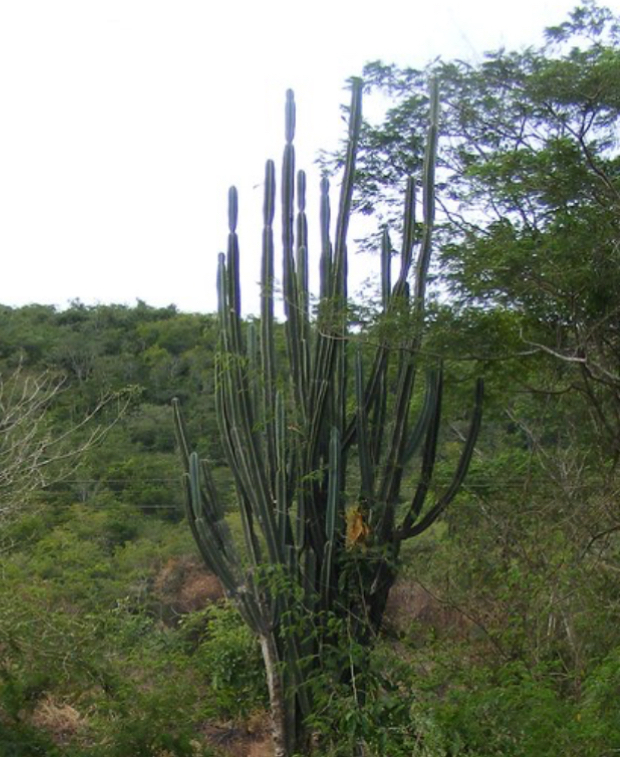
Porte de la planta